# Protracheoniscus desioi
Protracheoniscus desioi är en kräftdjursart som beskrevs av Arcangeli1934. Protracheoniscus desioi ingår i släktet Protracheoniscus och familjen Trachelipodidae. Inga underarter finns listade i Catalogue of Life.